# Sophie de Schönburg-Waldenburg
Titre
Princesse consort d'Albanie
21 février 1914 – 3 septembre 1914
(6 mois et 13 jours)
Sophie de Schönburg-Waldenburg, née le 21 mai 1885, et décédée le 3 février 1936, est une princesse de la maison de Schönburg-Waldenburg. Par son mariage, en 1906, avec Guillaume de Wied, elle devient princesse consort d'Albanie. Cependant, la population préfère l'appeler reine (Mbretëreshë).

## Biographie
La princesse Sophie est la fille du prince Victor, prince héréditaire de Schönburg-Waldenburg (1856-1888) et de son épouse la princesse Lucie de Sayn-Wittgenstein-Berleburg (1859-1903). 
Elle quitte l'Albanie en septembre 1914 avec son époux, privé de tout soutien extérieur.

## Descendance
La princesse Sophie et le prince Guillaume ont deux enfants :
- S.A.R. la princesse Marie-Éléonore de Wied (1909-1956). Elle meurt dans un camp de prisonniers en Roumanie.

- S.A.R. le prince héritier Karl Viktor (1913-1973), épouse en 1966 Eileen Johnston (1922-1985). Mort sans postérité.